# Juan Mari Arzak
Juan Mari Arzak (San Sebastián, 31 luglio 1942) è un cuoco spagnolo.

## Biografia
Nasce nel 1942 a San Sebastián da Juan Ramon Arzak e Francisca Arratibelnza. Cresce nel ristorante dei nonni che col passare del tempo passa alla madre nel 1951 e infine a Juan Mari.
Ha avuto due figlie, Elena e Marta con la prima che ha intrapreso a sua volta la carriera da chef.

## Premi
Sotto la sua gestione il ristorante Arzak ha conquistato tre stelle Michelin nel 1989 e le ha confermate per oltre venticinque anni; nel 1997 gli è stato assegnato il Premio Artusi.

## Opere
- Celebrar el milenio con Arzak y Adrià, Ediciones Peninsula, 1999. (con Ferran Adrià) ISBN 978-8483072462
- Arzak, recetas, Bainet Editorial, 2004. ISBN 978-8496177079
- Asfalto culinario, Editorial Everest, 2005. ISBN 978-8424117290
- Dulce lo vivas, Planeta Pub Corp, 2006. (con Ana Bensadon) ISBN 978-8427032378
- Arzak, secretos, Bainet Editorial, 2009. ISBN 978-8496177468